# Nina Statheus
Nina Linnéa Katarina Viola Statheus, född 19 maj 1978, är en svensk bibliotekspedagog och författare. Hon är uppvuxen i Mälarbaden utanför Eskilstuna, men är numera[när?] bosatt i Nyköping.
2019 debuterade Statheus med bilderboken Lugn och Fin på spökjakt. Det är en spökhistoria om två barn som flyttar till ett stort mystiskt hus, där det händer konstiga saker.